# 移剌瑗
移剌瑗（？—1234年），本名粘合，亦作粘何，字廷玉，契丹族，移剌氏（耶律氏），金朝末年大臣。
移剌瑗世袭契丹猛安。金宣宗兴定三年（1219年），与元帅内族完颜承裔领兵攻打南宋，升任邓州节度使，兼行枢密院事。金哀宗天兴二年（1233年），致书宋朝荆湖制置司请降，献出五县，马步军一万五千，人口十二万五千，至襄阳拜见宋朝制置使孟珙，改姓名为刘介。次年三月，疽发背死。